# Svend Olsen
Svend Egil Benjamin Olsen (født 17. oktober 1908 i Lodbjerg, død 13. december 1980 i Hundested) var en dansk vægtløfter, der konkurrerede i letsværvægt.

## Vægtløfterkarriere
Svend Olsen stillede op for IK 99, og han vandt bronze ved EM i 1931. Han deltog i OL 1932 i Los Angeles, hvor kun fire atleter stillede op i letsværvægt. I konkurrencens tre discipliner løftede Olsen i alt 360,0 kg, mens franske Louis Hostin løftede 365,0 kg, hvilket sikrede ham en guldmedalje, mens Olsen fik sølv og amerikanske Henry Duey bronze med 330,0 kg.
Samme år satte Svend Olsen tre verdensrekorder i letsværvægt: i træk, stød og samlet.

## Videre karriere
I 1933 stoppede han sportskarrieren til fordel for arbejde i Cirkus Miehe, hvor han rejste rundt med cirkusset i rollen som "Danmarks stærkeste mand". 